# San Francisco de Tiznados
La parroquia San Francisco de Tiznados forma parte del municipio Ortiz, del estado Guárico (Venezuela). Los límites de la Parroquia San Francisco de Tiznados son: Norte: Parroquia San Lorenzo de Tiznados desde el río Chirgua, filas de Chaparro Mocho, galera de Santa Rosa y río Palambra; Sur: Parroquia de San José de Tiznados y Guardatinajas, l Este: Parroquia Ortiz y Cantagallo; Oeste: El Estado Cojedes.

## Historia
.Los estados Aragua y Guárico estuvieron poblados por etnias Caribe, como los Güires y Guaiqueríes, a quienes llamaban Guamonteyes. El historiador Miguel Acosta Saignes, que había muchos Guaiqueríes en esas zonas llaneras Dice Manuel Acosta Saignes, citado por Odman Botello "Eran una extensa nación indígena. cuyas tribus ocupaban gran parte de los llanos de Venezuela y la actual Colombia.
La referencia más antigua de su fundación es el año de 1722, y en 1750 ya tenía 1763 habitantes.
San Francisco de Tiznados es la cuna del ilustre prócer civil Juan Germán Roscio Nieves uno de los principales ideólogos de la Independencia de Venezuela y de América. Contrario a su vecino San José de Tiznados no tiene documentos que certifiquen su fundación por los españoles, El obispo Mariano Martí que lo visitó en 1760 se encontró con 8 capillas. Martí, citado por Botello escribió que la parroquia se conformaba por Guaitoco, El Limón, El Totumo, Chirgua, Las Lajas, La Platilla y las Animas. Para 1758, en pueblo dependía de San Sebastián de Los Reyes, aunque el cura que oficiaba misa venía desde Parapara.

### Participación en la gesta de Juan Francisco de León en 1751
Narra Botello que entre 1748 y hasta 1751 se produjo la insurrección popular contra la Compañía Guizpucoana. El principal instigador fue el caudillo Juan Francisco de León, de Barlovento. Francisco Solano de León, hijo de Juan Francisco, se trasladó en esa época a San Carlos (Cojedes), luego a Tinaco y de allí a Tiznados, por estar perseguido por las autoridades españolas. La gente de Tiznados apoyó la causa de De León.

### El viejo San Francisco
Las primeras calles (1770) del pueblo llevaban nombres cristianos, en ella grandes casonas al estilo colonial, cada una con su santo patrón. Las calles, en torno a la plaza, se llamaban Santísima Trinidad, Encarnación, Del Nacimiento y la Presentación, en la que vivió la Familia Roscio Nieves. El santo patrono de los Roscio Nieves era San José, dado que el jefe de familia era Giuseppe Roscio, padre del Prócer Juan German. En cuanto a la Iglesia, en 1770 había una sencilla de bahareque y techo de palma, en interior una estatua de San Francisco de Asis, un cuadro de Nuestra Señora de Altagracia, uno de Las Mercedes, otro de Santa Rosalía y una cruz alta. Relata Botello, que en el inventario que hizo el Obispo Martí en la Capilla de Guaitoco, se encontró con una imagen de San Nicola de Tolentino, de San Juan Bautista, de Nuestra Señora del Rosario con una corona de plata, y un sepulcro de madera. En la capilla de Guaitoco bautizaron a Juan German Roscio Nieves. Ya en 1802, la iglesia de San Francisco (la de 1770) estaba muy deteriorada. En 1802 se inaugura la nueva iglesia, con grandes acabados, diga una catedral. Es de la ahora solo quedan ruinas, y que bien pudieran conservarse mejor para la memoria de las nuevas generaciones. En el censo de 1873 la población era de 9622 habitantes con 1216 casas, con una escuela para 20 estudiantes. A finales de siglo la población fue afectada por el paludismo, por lo que disminuyó a casi 3000 habitantes. Para los años 1950 el centro del pueblo alcanzaba apenas unos 200 habitantes y en conjunto 2477.

### Crece el Santo Sepulcro
En 1960, se corrió la noticia de que al Santo Sepulcro de la Iglesia de San Francisco de Tiznados había crecido y hubo la necesidad de mover el cristal para que continuará creciendo, la prensa nacional se hizo eco del fenómeno y miles de visitantes se dirigieron a viejo y montañoso "Tiznao"..

### La represa y el desalojo del Pueblo
Varios planificadores de los gobiernos de los años 1970 se convencieron de que la baja población de San Francisco de Tiznados ocasionaba muchos gastos y era preferible construir una represa y mudar al pueblo a una zona más asequible para los servicios públicos. Una escusa muy precaria. La población comenzó a ser desterrada, algunos partieron a refugiarse con familiares en varias partes del Centro de País, otros en el pueblo de Río Verde en la Carretera Dos Caminos - Pao, donde se construyó San Francisco de Tiznados Nuevo. Este triste éxodo fue recogido en la película documental "Tiznao" de Salvador Bonet Domínguez.
El pueblo fue desalojado en 1983 para construir la represa Ricardo Montilla. La parte más alta del pueblo viejo no se inundó. Se conservan ruinas que en 1980 fueron decretadas monumentos históricos.  El actual pueblo es ribereño del monumental embalse Tiznado, de una capacidad de 840 millones de m³ y una superficie de 67 000 millones de m², y que da vida a un gran sistema de riego en la zona.
El pueblo se encuentra a 18 km de San José de Tiznados y a unos 40 km de Ortiz, en la vía que conduce a Tinaquillo (estado Cojedes).

## Economía de la Cuenca del Río Tiznados
La cuenca del Tiznados es una de las más ricas de Venezuela. Ha tenido tope productivos de 50 millones de kilos de maíz al año, tomate (6 millones de kg), leche (10 mili litros diarios), carne (12 mil reses beneficiadas al año), melón (6 millones de kilos), patilla ( 3 millones de kg), lechoza (6 millones), pimentón (1.750.000 kg), ají dulce (750 mil kg), limón (600 mil kg), caraotas, frigoles, quinchonchos (300 mil kg), caña de azúcar (35 millones de kg al año).  Recientemente, se ha descubierto petróleo y gas en la cuenca. San Francisco de Tiznados nuevo es una parada obligada para los viajeros y transportistas que gustan para a comer los exquisitos platos basados en el pescado frito, en especial el pav-on que se cría en abundancia en el embalse. Así mismo de varios lugares de Venezuela vienen turistas a disfrutar de las aguas del río Tiznados y del embalse que ofrece la oportunidad de paseos en lanchas. Alguno organizan excursiones a Tiznao viejo, donde aún se pueden ver las ruinas de la iglesia de 1802, la plaza Bolívar, parte del cementerio y otras construcciones; también se puede conversar en el pueblo viejo con campesinos que aú habitan pequeñas fincas en el histórico pueblo del Primer Pensador de América, defensor de los derechos civiles y arquitecto de la Patria Juan German Rocio Nieves. En el pueblo nuevo, en la plaza Bolívar hay un pequeño busto del Prócer no acorde con su inmensa gloria. En la Iglesia se puede ver el famoso Sepulcro al que le crecieron los pies.